# Erica Andrews
Erica Andrews (30 tháng 9 năm 1969 – 11 tháng 3 năm 2013) là người đã đăng quang cuộc thi Hoa hậu Chuyển giới Quốc tế trong nước và quốc tế vào năm 2006. Cô cũng là một người biểu diễn drag, nữ diễn viên, doanh nhân và nhà hoạt động.

## Tiểu sử
Erica Andrews sinh ngày 30 tháng 9 năm 1969, tại Allende, Nuevo León, Mexico. Cô lớn lên trong một trang trại nhỏ tên là Los Aguirres ở vùng nông thôn ngoại ô Allende, nơi có rất ít nguồn điện.
Andrews sinh ra trong một gia đình có hai anh trai và một em gái. Trong thời thơ ấu của cô, cha cô đã bị kết án 10 năm tù vì tội sử dụng ma túy. Đến năm 8 tuổi, mẹ và các anh chị em của cô vượt biên và định cư ở Laredo, Texas. Mặc dù Andrews vẫn duy trì mối quan hệ với mẹ và anh chị em của cô, cô trở nên xa lánh cha mình và không bao giờ gặp lại ông. Sau khi rời nhà, Andrews theo học đại học trong hai năm để lấy bằng cao đẳng. Cô đã theo học trường thẩm mỹ và trở thành một bác sĩ thẩm mỹ được cấp phép. Cô bắt đầu làm việc như một nghệ sĩ trang điểm và nhà tư vấn tại các quầy trang điểm trong cửa hàng bách hóa cho MAC Cosmetics và cả Glamour Shots.
Năm 2010, Andrews là người mẫu đầu tiên cho dự án chụp ảnh Những khuôn mặt của cuộc sống có nguồn gốc từ Dallas, Texas. Dự án của Jorge Rivas được tạo ra để nâng cao nhận thức cho những người nhiễm HIV hoặc mắc bệnh AIDS. Vào năm 2012, sau khi chọn San Antonio làm nơi cư trú của mình trong nhiều năm, Andrews chuyển đến Indiana để ở với bạn trai của cô.
Andrews qua đời vì biến chứng do nhiễm trùng phổi vào ngày 11 tháng 3 năm 2013, tại bệnh viện UIC ở Chicago, Illinois.

## Sự nghiệp
Năm 18 tuổi, cô được giới thiệu là một người đóng giả và mạo danh phụ nữ thông qua người bạn trai khi đó của cô. Năm 1988, Andrews cùng anh ta chuyển đến San Antonio, Texas nơi cô được biết đến tên tuổi trong làng đua xe. Buổi biểu diễn đầu tiên của cô là tại một câu lạc bộ tên là Las Gueras với bài hát Break Away. Cô bắt đầu biểu diễn vào những đêm nghiệp dư tại câu lạc bộ đêm Paper Moon (sau này là The Saint) trên Đại lộ Chính ở San Antonio. Andrews đã giành chiến thắng trong cuộc thi Tài năng Paper Moon của tuần và Tài năng của tháng. Điều này dẫn đến việc cô tham gia cuộc thi Người mới của năm của Paper Moon, trong đó cô đứng thứ ba. Dưới sự khuyến khích và ủng hộ của chủ câu lạc bộ, Andrews đã quyết định tham gia cuộc thi Hoa hậu San Antonio Hoa Kỳ.

## Cuộc thi sắc đẹp
Cô đã chiến thắng 8 cuộc thi, gồm:
| Năm  | Cuộc thi                              | Địa điểm             |
| ---- | ------------------------------------- | -------------------- |
| 1997 | Miss Gay Texas USofA                  | Houston, Texas       |
| 1999 | Miss Gay USofA                        | Dallas, Texas        |
| 2001 | Miss Texas Continental                | San Antonio, Texas   |
| 2004 | Miss Florida Continental              | Miami, Florida       |
| 2004 | Universal ShowQueen                   | Honolulu, Hawaii     |
| 2004 | Miss Continental                      | Chicago, Illinois    |
| 2006 | Miss International Queen              | Pattaya, Thái Lan    |
| 2006 | Miss National Entertainer of the Year | Louisville, Kentucky |

## Chương trình truyền hình
| Năm  | Chương trình          | Tập                             |
| ---- | --------------------- | ------------------------------- |
| 2001 | The Maury Povich Show | Sexy, Hot Ladies...Or Are They? |
| ?    | The Maury Povich Show | Male Or Female!                 |
| 2006 | Trantasia             |                                 |
| 2007 | The Tyra Banks Show   | Trantasia                       |